# Federico Pariona
Federico Pariona Galindo (Pasco, 1 de febrero de 1972) es un administrador y político peruano. Fue congresista de la República por Junín en 2 periodos.

## Biografía
Nació en Villa Rica, provincia de Oxapampa, departamento de Pasco.
Cursó sus estudios primarios y secundarios en su ciudad natal. Entre el 2004 y el 2015 cursó estudios de Administración en la Universidad Inca Garcilaso de la Vega egresando con el grado de Bachiller. Asimismo, cursó en la Universidad ESAN un programa de alta especialización en gestión de cooperativas de café y cacao.

## Labor política
En las elecciones del 2002 fue elegido regidor del Distrito de Río Negro por la alianza Unidad Nacional. Intentó la alcaldía de ese distrito en las elecciones del 2006 y en elecciones las del 2010 sin éxito. En esta última elección ya se presentó como parte del fujimorismo.

### Congresista
En las elecciones generales del 2011, fue elegido como congresista de la República por el partido Fuerza 2011 en representación de Junín y luego reelegido en las elecciones del 2016.
En el parlamento ejerció como vicepresidente de la Comisión de Descentralización y presidente de la Comisión de Pueblos Andinos. En 2017 fue presidente de la Comisión Agraria y en agosto del 2018 secretario de la Comisión de Comercio Exterior y Turismo.
Fue suspendido del parlamento en septiembre del 2012 tras haber mentido en su hoja de vida como egresado de la carrera de Ciencias Administrativas en la Universidad San Martín de Porres.
Tras la disolución del Congreso decretado por el expresidente Martín Vizcarra, su cargo parlamentario llegó a su fin el 30 de septiembre del 2019.